# Книч (община)
Книч (серб. Кнић) — община в Сербии, входит в Шумадийский округ.
Население общины составляет 15 087 человек (2007 год), плотность населения составляет 37 чел./км². Занимаемая площадь — 413 км², из них 65,0 % используется в промышленных целях.
Административный центр общины — малый город Книч. Община Книч состоит из 36 населённых пунктов, средняя площадь населённого пункта — 11,5 км².

## Статистика населения общины
| Год  | Население, чел. |
| ---- | --------------- |
| 1991 | 18 643          |
| 2001 | 16 376          |
| 2002 | 16 089          |
| 2003 | 15 882          |
| 2004 | 15 688          |
| 2005 | 15 476          |
| 2006 | 15 282          |
| 2007 | 15 087          |